# Orrhammar
Orrhammar är ett fritidshusområde i Flens kommun beläget på Orrhammarhalvön omgivet av sjön Orrhammaren cirka 1 mil utanför Flen. Orten upphörde som tätort 2010 på grund av att andelen fritidshus var för stor. Vid 2015 års tätortsavgränsning hade metoden ändrats och Orrhammar räknades som en tätort igen.

## Historik
Orrhammar omtalas i dokument första gången 1367 då Johan i Öja bytte till sig 16 penningland Orrhammar av Nils i Skiringe mot jord i Skiringe. 1409 bytte kyrkoherden i Mellösa socken herr Olof bort 9 penningland i Salsta till Sune Andersson i Orrhammar. Lars i Orrhammar var faste vid Oppunda häradsrätt 1460. Under 1500-talet upptas Orrhammar i årliga räntan som 1 mantal skattejord om 2 öresland. Ägaren till Skiringe gård i Mellösa socken Ture Eriksson Sparre lät 1632 köpa skattehemmanet i Orrhammar och lade det under sitt gods, och använde det tidvis som bostad åt adliga tjänare, till dess att ladugårdsfrihet 1667 utverkades för Orrhammar. Efter hans död 1667 övertogs Orrhammar av hans brorson Gustaf larsson Sparre (död 1690), som lät sälja Orrhammar till en greve Lewenhaupts arvingar. Ladugårdsfriheten för Orrhammar hade då upphävts, och Orrhammar liknades främst vid en stor bondgård, och jordbruket arrenderades av en glasmästare. Omkring 1690 köptes Orrhammar av Henrik Heerdhielm (död 1712), och hamnade senare åter under Skiringe säteri som utgård, tills gården tillsammans med Stocktorp i början av 1800-talet ärvdes av en fröken Drakenhielm, vars släkt innehade Skringe. 1863 inköptes Orrhammar jämte hela Skiringe säteri av Adolf Leonard Nordvall. Orrhammar friköptes 1894 av ryttmästare Axel Leijonhufvud, vilken 1915 sålde egendomen till grosshandlare Otto Dahlström. Han sålde i sin tur 1921 Orrhammar till Yngve Hermelin. Nuvarande huvudbyggnad vid säteriet är uppförd 1880 men moderniserades och tillbyggdes 1910. Den gamla mangårdsbyggnaden från 1700-talet finns också kvar. En flygelbyggnad med bostäder för tjänstemän vid gården uppfördes 1918.

## Befolkningsutveckling
| Befolkningsutvecklingen i Orrhammar 1990–2020                                                                          | Befolkningsutvecklingen i Orrhammar 1990–2020 | Befolkningsutvecklingen i Orrhammar 1990–2020 | Befolkningsutvecklingen i Orrhammar 1990–2020 | Befolkningsutvecklingen i Orrhammar 1990–2020 |
| --- | --------------------------------------------- | --------------------------------------------- | --------------------------------------------- | --------------------------------------------- |
| |                                               |                                               |                                               |                                               |
| År |                                               |                                               | Folkmängd                                     | Areal (ha)                                    |
| 1990 | 1990                                          |                                               | 317                                           | 108#                                          |
| 1995 | 1995                                          |                                               | 338                                           | 105                                           |
| 2000 | 2000                                          |                                               | 324                                           | 105                                           |
| 2005 | 2005                                          |                                               | 322                                           | 105                                           |
| 2010 | 2010                                          |                                               | 285                                           | 93#                                           |
| 2015 | 2015                                          |                                               | 270                                           | 110                                           |
| 2020 | 2020                                          |                                               | 248                                           | 109                                           |
| Anm.: Ny tätort 1995. Ej tätort 1990 samt 2010 på grund av för hög andel fritidsbebyggelse. Tätort 2015. # Som småort. |                                               |                                               |                                               |                                               |